# Saint-Aubin-le-Dépeint
Saint-Aubin-le-Dépeint is een gemeente in het Franse departement Indre-et-Loire (regio Centre-Val de Loire) en telt 343 inwoners (2004). De plaats maakt deel uit van het arrondissement Tours.

## Geografie
De oppervlakte van Saint-Aubin-le-Dépeint bedraagt 15,3 km², de bevolkingsdichtheid is 22,4 inwoners per km².
De onderstaande kaart toont de ligging van Saint-Aubin-le-Dépeint met de belangrijkste infrastructuur en aangrenzende gemeenten.

## Demografie
Onderstaande figuur toont het verloop van het inwonertal (bron: INSEE-tellingen).